# Plužine (Bośnia i Hercegowina)
Plužine (cyr. Плужине) – wieś w Bośni i Hercegowinie, w Republice Serbskiej, w gminie Nevesinje. W 2013 roku liczyła 41 mieszkańców.